# The Price (Prison Break)
| "The Price"        | "The Price"             |
| ------------------ | ----------------------- |
| Capítulo #         | Temporada 4, Capítulo 8 |
| Guion              | Graham Roland           |
| Director           | Bobby Roth              |
| Emisión en USA     | 20 de octubre de 2008   |
| Cronología         |                         |
| Capítulo anterior  | Five the Hard Way       |
| Capítulo siguiente | Greatness Achieved      |

"The Price" es el octavo capítulo de la cuarta temporada de la serie Prison Break, el cual salió al aire el 20 de octubre de 2008, a través de FOX, en los Estados Unidos.

## Resumen
El grupo elabora un arriesgado plan para obtener la última tarjeta, la cual está en poder de Pad Man. Para ello, establecen una incómoda alianza con Gretchen (Jodi Lyn O'Keefe), pero hay un traidor en las filas.
Lincoln (Dominic Purcell) tiene un plan para conseguir la última tarjeta Scylla sin necesidad del dispositivo de Roland. Hace unos años atrás, trabajó como cobrador en Chicago y una vez tuvo que cobrarle una deuda a un vendedor de drogas. Para ello apuntó con su robusto auto clásico directo a la limusina del traficante, partiéndola en dos. Sugiere que hagan lo mismo con la limusina del General.
Michael (Wentworth Miller) y Don (Michael Rapaport) se encuentran con Gretchen en una iglesia. Ella quiere dinero para viajar a cambio de las páginas faltantes del libro. La Compañía la persigue igual que a ellos. Se forma una alianza algo incómoda. Sara (Sarah Wayne Callies) le comenta a Michael que sabe sobre sus hemorragias nasales y la enfermedad de su madre. Michael insiste en asegurar que está todo bien y le dice que Gretchen está viva. Sara está de acuerdo con la alianza, aunque aún tiene latente el recuerdo de las torturas a las que la sometió.
Mahone (William Fichtner) le aclara al resto del grupo que está más interesado en encontrar a Wyatt que en la misión en si. Roland (James Hiroyuki Liao) observa en secreto un mapa de las torres de telefonía móvil del sur de California. Tras darle algunas vueltas al asunto envía un mensaje de texto a Wyatt: “¿Cuánto por Scofield y Burrows?” 
Gretchen se lleva a T-Bag (Robert Knepper) y Trishanne (Shannon Lucio) a trabajar a GATE para conservar las apariencias. Aparece Feng (Ron Yuan), quien exige que le digan dónde está Scylla. Gretchen sabe muy bien quién es Feng. Retoma su antiguo alias “Susan” y se presenta como el vínculo entre La Compañía y sus empleados en la Operación Cabeza de Cobre. Siempre le brindó lo que necesitaba. Ahora aunque trabaja contra La Compañía seguirá haciéndolo. Su precio es de US$ 125 millones de dólares. T-Bag abre sus ojos con asombro.
Michael cumple el plan de Lincoln. Roban un auto de un desarmadero al cual le sueldan piezas extra de metal para reforzarlo. Simularán un accidente en el que el responsable de ocasionarlo escapa. Inyectarán morfina al General y descargarán la información de la tarjeta a la computadora portátil de Roland mientras está inconsciente. Necesitan que Don les consiga una ambulancia para que Sara se haga pasar por especialista en primeros auxilios. 
Pad Man, el General (Leon Russom), se reúne con el resto de los poseedores de las tarjetas. Las operaciones en Laos fueron una especie de ejercicio. Ahora están listos para repetir lo mismo con un objetivo real: los Estados Unidos. Wyatt (Cress Williams) comenta con Pad Man el mensaje que recibió de Roland; anónimo e imposible de rastrear. Pad Man le ordena que prepare la carnada para ver si hay pique. 
En el estacionamiento del Depósito Municipal, Don distrae al gerente mientras Michael y Linc roban una ambulancia. Michael está enojado con Lincoln porque hizo que Sara se preocupe sobre su salud. Cuando Don se marcha, recibe una llamada de Gretchen, quien le pide que mande un mensaje. Roland le pregunta a Sara (Sarah Wayne Callies) por qué no escapa con Michael ahora que no lleva puesto el GPS en el tobillo. Sara responde que algunas cosas son más importantes que otras y agrega, con aparente sinceridad, que espera que él también logre comprenderlo en algún momento. Roland luce culpable. Pide disculpas y aduce que todo sea por Las Vegas. Don llama y dice que Gretchen quiere encontrarse con Sara esa misma noche en un motel para “aclarar las cosas”, a lo que Sara se rehúsa.
Bellick (Wade Williams) tiene un mal presentimiento sobre la misión. Le da a Sucre (Amaury Nolasco) el número de teléfono de su madre. Si muere, Sucre deberá llamarla para informarle que su hijo no murió encerrado como un preso. 
Al momento de comenzar la misión, todos se preparan: Linc y Sucre están en el auto reforzado. Michael, Sara y Bellick en la ambulancia vestidos de doctores. Mahone los sigue en la camioneta. En el camino, Roland recibe un mensaje de texto de Wyatt: “1 millón. Por los hermanos. Hoy.” Responde: “Trato hecho.” Para ganar la confianza de Wyatt, le envía otro mensaje que dice: “King Willow ahora.” Wyatt toma su arma y corre hacia la puerta. 
Gretchen acuerda entregar a T-Bag US$ 25 millones. T-Bag pregunta cuánto le corresponde a los hermanos. Ella responde que no estarán allí para cobrar su parte. T-Bag se pregunta por qué hay tanto dinero y sangre involucrados en el asunto de la lista negra. Gretchen ríe, debido a que Scylla es mucho más que una simple lista negra de La Compañía.
Mientras rodean la Empresa HQ esperando que Pad Man se retire, Sara le pide a Michael que le prometa que le contará si alguna vez siente alguno de los síntomas que tuvo su madre: problemas con la memoria a corto plazo, percepción de profundidad y problemas motrices. La limusina de Pad Man está en camino. Linc y Sucre aguardan en el auto, en la esquina de King y Willow.  Pad Man está a dos cuadras cuando de repente gira en U. Aparece un sedán gris directo en dirección a Linc. Michael se comunica por radio con Linc para advertirle que es una trampa. Wyatt está en ese auto. Linc logra escapar por muy poco, pero Sucre recibe un disparo. 
El grupo vuelve a reunirse en el depósito. Sara asiste a Sucre mientras el resto intenta comprender por qué el General sabía que ellos estaban allí. Justo en el momento en que Roland escribe el mensaje “¿Ahora confías en mi?” para enviar a Wyatt, Michael lo increpa. Roland lo niega y logra convencerlo. Michael le devuelve su computadora. Le pide que busque los locales comerciales que tienen cámaras de seguridad en la esquina de King y Willow. 
Don, Gretchen y T-Bag se encuentran en GATE. Gretchen asegura que esa noche es la única oportunidad que tiene Sara de arreglar las cuentas. Don le aclara que ahora está trabajando para él y que recibirá su dinero cuando entregue Scylla. Cuando todo termine, si vuelve a pisar suelo americano, es mujer muerta. Lo mismo para T-Bag. Aparece Trishanne con una hoja de cálculo en la que figura el horario de todas las personas de la oficina. De esa forma pueden determinar cuál es el mejor momento para cavar. Gretchen está molesta. Le devuelve la planilla y le aconseja que se limite a contestar el teléfono. Luego, T-Bag se encuentra con Trishanne en el hall; acaban de engañar a Gretchen para conseguir sus huellas digitales. Una forma de asegurarse en caso de que intente dejarlos “afuera” el día de pago de Scylla… que para Trishanne, según le informó T-Bag, será de US$ 1 millón de dólares.
En el depósito, Sara se encarga de suturar la herida de Sucre. Entra una llamada de Don que les informa que el monitor de Roland está fuera de línea. Lincoln y Mahone se apresuran a llegar a su cuarto y descubren que no está, aunque dejó su pulsera de tobillo; cortada con unas tijeras de cocina. Roland se llevó el Corolla y la computadora portátil con todas las tarjetas. Roland se reúne con Wyatt en un callejón. Wyatt no lleva consigo el dinero prometido. Sara, que tuvo recurrentes episodios de revivir una situación que pasó en Panamá (vemos que intenta desesperadamente salvar la vida de alguien pero no sabemos de quién se trata), decide visitar a Gretchen en el motel. Otra retrospectiva: Sara ensangrentada y muy golpeada por Gretchen recibiendo una pequeña llave de manos de una rubia desconocida (Julie Berzon). En otra retrospectiva, Gretchen apunta su pistola a la cabeza de la mujer rubia bajo la atenta mirada de Sara. En el presente. Gretchen le entrega un látigo y se saca la parte de arriba de su ropa. Sara tiene cinco minutos para dejarle todas las marcas que quiera en su espalda. En el callejón, Roland asegura con firmeza que no revelará el lugar donde están los hermanos sin ver el dinero, ante lo cual Wyatt le dispara en la rótula. 
Sara recuerda a la mujer rubia llorando y a ella rogándole a Gretchen que no la mate. Gretchen hace oídos sordos y le dispara directo en la cabeza. En el presente Gretchen le informa que le quedan cuatro minutos. Sara solo le pregunta el nombre del guardia, esa mujer a la que disparó y dejó que muera en sus brazos. Saca un escalpelo que tenía oculto. Lo presiona contra la garganta de Gretchen. La mujer era Michelle Taylor. Sara le explica que Michelle la ayudó a escapar; Gretchen estaba tan ocupada dando el ejemplo que ni se dio cuenta de que Michelle le dio una llave. Sara retira el escalpelo. Gretchen le asegura que entendió el punto y que ahora están a mano. Sara le responde que cuando todo termine ella pagará por lo que pasó en Panamá y que pagará por Michelle.
En el callejón, Roland revela la dirección del depósito. Wyatt le agradece con un disparo en el intestino. De repente aparece Mahone y golpea a Wyatt con una llave enorme. El resto del grupo también está allí; detienen a Mahone que casi mata a Wyatt a los golpes. Aún lo necesitan con vida para una última cosa más. Entonces nos enteramos que ubicaron a Roland porque Michael puso un GPS de su monitor en la computadora portátil. Y en un acto inesperado, Michael toma la mano de Roland para reconfortarlo mientras muere. Pad Man llega a la reunión de poseedores de tarjetas. Está furioso. Ese no fue un atentado contra su vida; fue un intento de robo de la tarjeta. Necesita que muevan a Scylla, ahora.

## Audiencia
The Price tuvo un promedio de 7 millones de televidentes en su estreno en los Estados Unidos, la más baja recepción que la serie ha tenido para un estreno de temporada. Se ubicó en el segundo lugar en audiencia del horario, con la mayor audiencia joven-adulto de la franja.
- Datos: Q466378